# Anouchka van Miltenburg
Anouchka van Miltenburg, née le 20 avril 1967 à Utrecht, est une femme politique néerlandaise, membre du Parti populaire pour la liberté et la démocratie (VVD) et présidente de la Seconde Chambre des États généraux du 25 septembre 2012 au 12 décembre 2015. Journaliste de formation, elle est élue représentante à la Seconde Chambre lors des élections législatives de 2003, effectuant quatre mandats avant de se retirer de la vie politique en 2017.

## Biographie

### Jeunesse
Van Miltenburg fait ses études secondaires au MAVO (en) d'Utrecht de 1979 à 1984, puis passe un an au Collège Prince of Wales à Vancouver. Ensuite, de 1984 à 1986, elle intègre le HAVO (en) de Nieuwegein. Après cela, elle étudie le journalisme à l'école de journalisme à Tilbourg et en sort diplômée en 1991. De 1991 à 2001, elle travaille comme journaliste indépendante pour diverses sociétés de médias telles que le Brabants Dagblad ou les médias publics de la NOS. En sus de cela, de 1992 jusqu'en 1993, elle travaille comme enseignante dans une école de médias à Bois-le-Duc.

### Vie politique
Le 14 mars 2002, elle est élue membre du conseil municipal dans sa commune de Zaltbommel sous la bannière du Parti populaire pour la liberté et la démocratie. Elle quitte le conseil municipal le 1er janvier 2003 quand elle est devient candidate à la Seconde Chambre des États généraux en vue des élections législatives. Le 30 janvier 2003, elle devient représentante à la Seconde Chambre et est réélue jusqu'en 2012 compris.
Ses préoccupations principales concernaient les questions des médias de masse et l'éthique médicale. Le 20 septembre 2012, elle annonce sa candidature pour succéder à Gerdi Verbeet en tant que présidente de la Seconde Chambre (en). Verbeet prend sa retraite après six années passées à la présidence en laissant le poste vacant. Van Miltenburg bat son collègue libéral Ton Elias, également ancien journaliste, dans une élection interne au sein du Parti populaire pour la liberté et la démocratie. Van Miltenburg gagne la présidence après avoir battu deux candidats rivaux, Khadija Arib du Parti travailliste (PvdA) et Gerard Schouw des Démocrates 66 (D66). Elle est intronisée le jour de l'élection, le 25 septembre 2012,. Alors que son équipe est accusée d'avoir déchiré une lettre dénonçant la corruption de Fred Teeven par un baron de la drogue en 2000, elle démissionne le 12 décembre 2015.

### Vie privée
Anouchka van Miltenburg est mariée à Chris Halkes depuis 1991 et a trois enfants, vivant à Zaltbommel. Elle est membre de l'Église catholique. Dans les années 1990, Van Miltenburg est en outre la chanteuse d'un ensemble musical appelé Blow Smoke.